# Фитопланктон

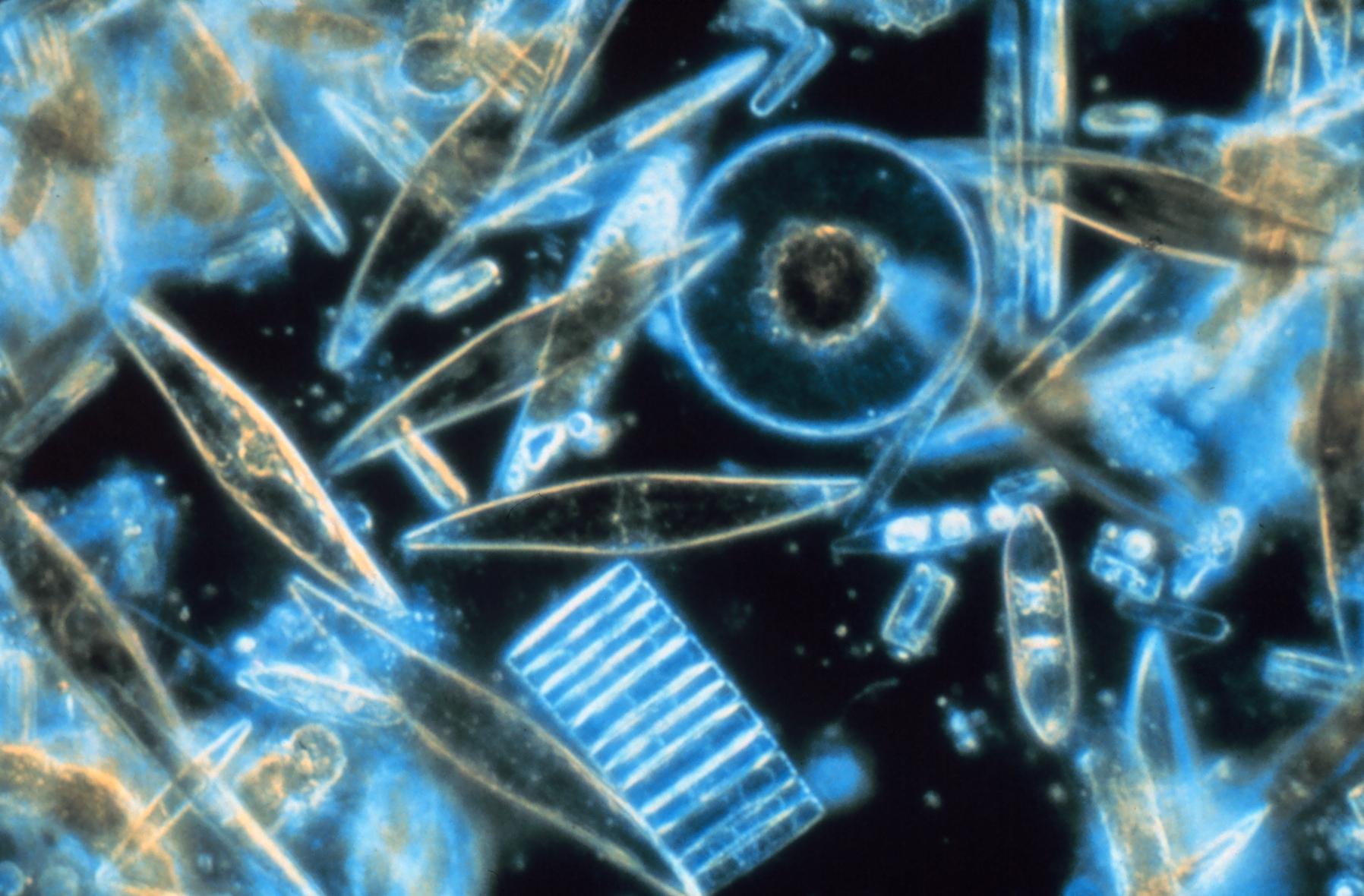
Диатомовые водоросли

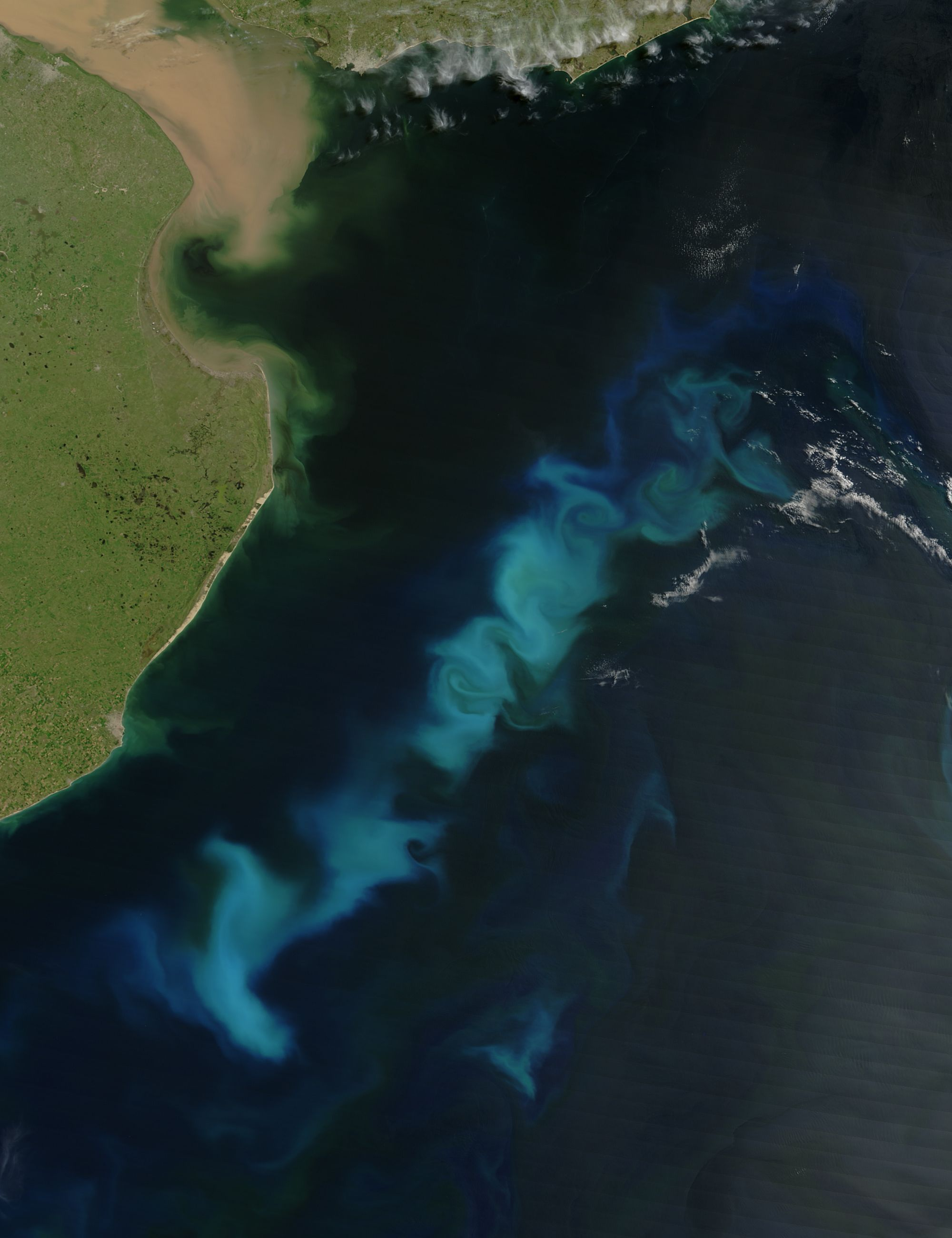
Снимок из космоса. «Цветение воды» у побережья Аргентины

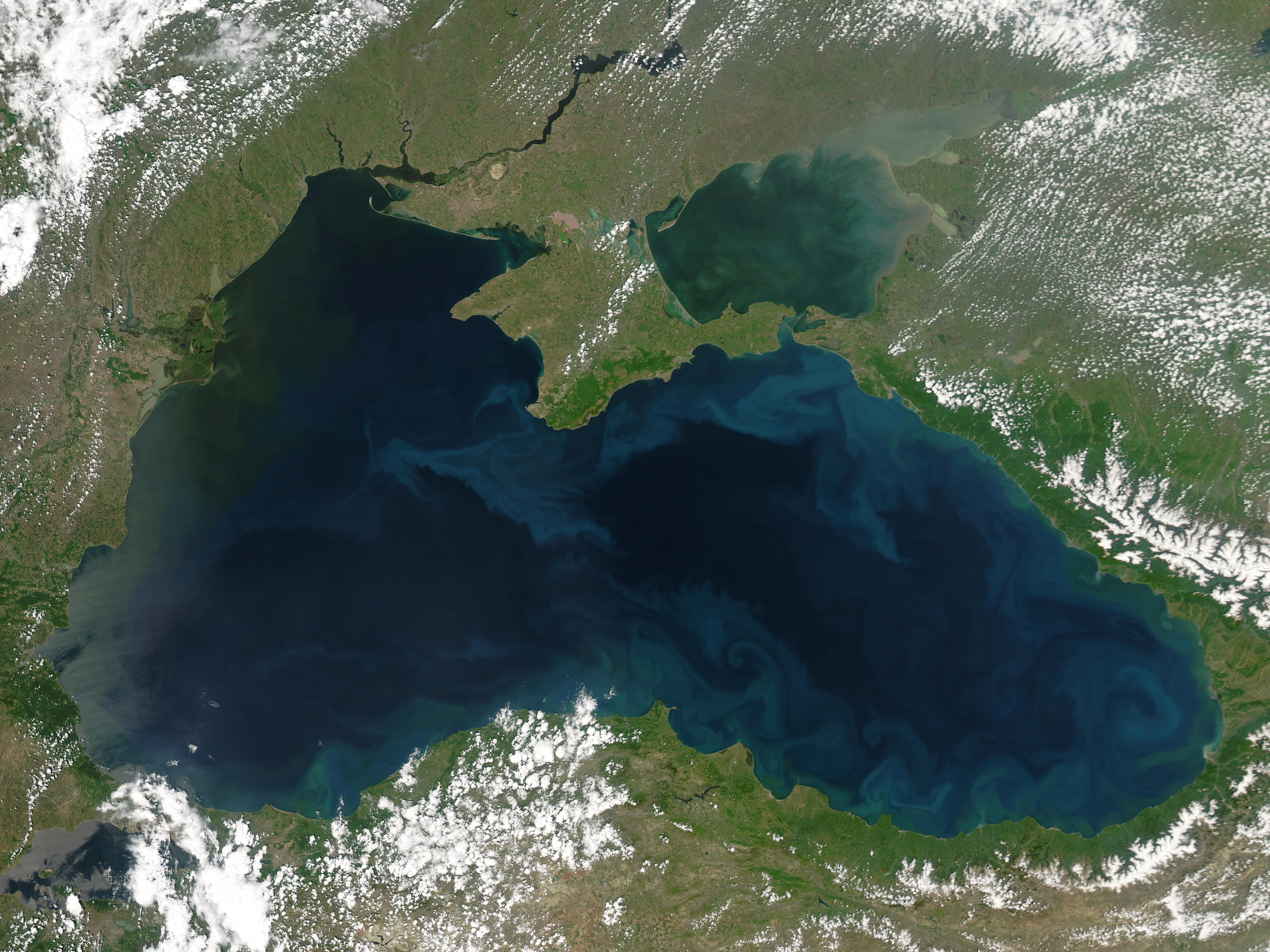
Скопление фитопланктона в Чёрном море. Снимок сделан 25 мая 2004 года

Фитопланкто́н (от греч. φυτóν — растение и πλανκτον — блуждающий, странствующий) — часть планктона, которая может осуществлять процесс фотосинтеза.
К фитопланктону относятся протококковые водоросли, диатомовые водоросли, динофлагелляты, кокколитофориды, и другие одноклеточные водоросли (часто колониальные), а также цианобактерии.
Обитает в фотической зоне водоёмов, населяя толщу воды. Фитопланктон является первичным продуцентом органического вещества в водоёме и служит пищей для зоопланктона и зообентоса.
Бурное размножение фитопланктона вызывает «цветение воды».
Промышленное культивирование и биотехнологическая конверсия морского фитопланктона рассматривается как одно из наиболее перспективных направлений в области получения биотоплива. Первичное производство биомассы осуществляется путём культивирования фитопланктона в искусственных водоёмах, создаваемых на морском побережье. Вторичные процессы представляют собой метановое брожение биомассы и последующее гидроксилирование метана с получением метанола.
Фитопланктон обеспечивает от 50 до 85 процентов всего кислорода в атмосфере Земли.